# Stenellipsis albosignatipennis
Stenellipsis albosignatipennis là một loài bọ cánh cứng trong họ Cerambycidae.